# 钱智
钱智（1956年10月—），男，山东商河人，中华人民共和国政治人物。复旦大学政治经济学专业本科毕业。

## 生平
1975年9月参加工作，1985年2月加入中国共产党。1992年10月，任中共塔城地委委员、中共塔城市委书记；1993年2月，任塔城地委委员，塔城市委书记、塔城市政协主席。1996年12月，任中共哈密地委副书记；1998年5月，升任哈密地委书记，新疆生产建设兵团哈密农场管理局党委第一书记、第一政委。2001年3月，任哈密地委书记，新疆生产建设兵团农十三师党委第一书记、第一政委。2001年8月，任中共昌吉回族自治州党委书记，新疆生产建设兵团农六师党委第一书记、第一政委。2005年1月，任新疆维吾尔自治区人民政府副主席；2005年9月，任自治区副主席，武警新疆森林总队党委第一书记、第一政委。2017年1月，辞去新疆维吾尔自治区副主席，当选为新疆维吾尔自治区人大常委会副主任。